# Wittisheim

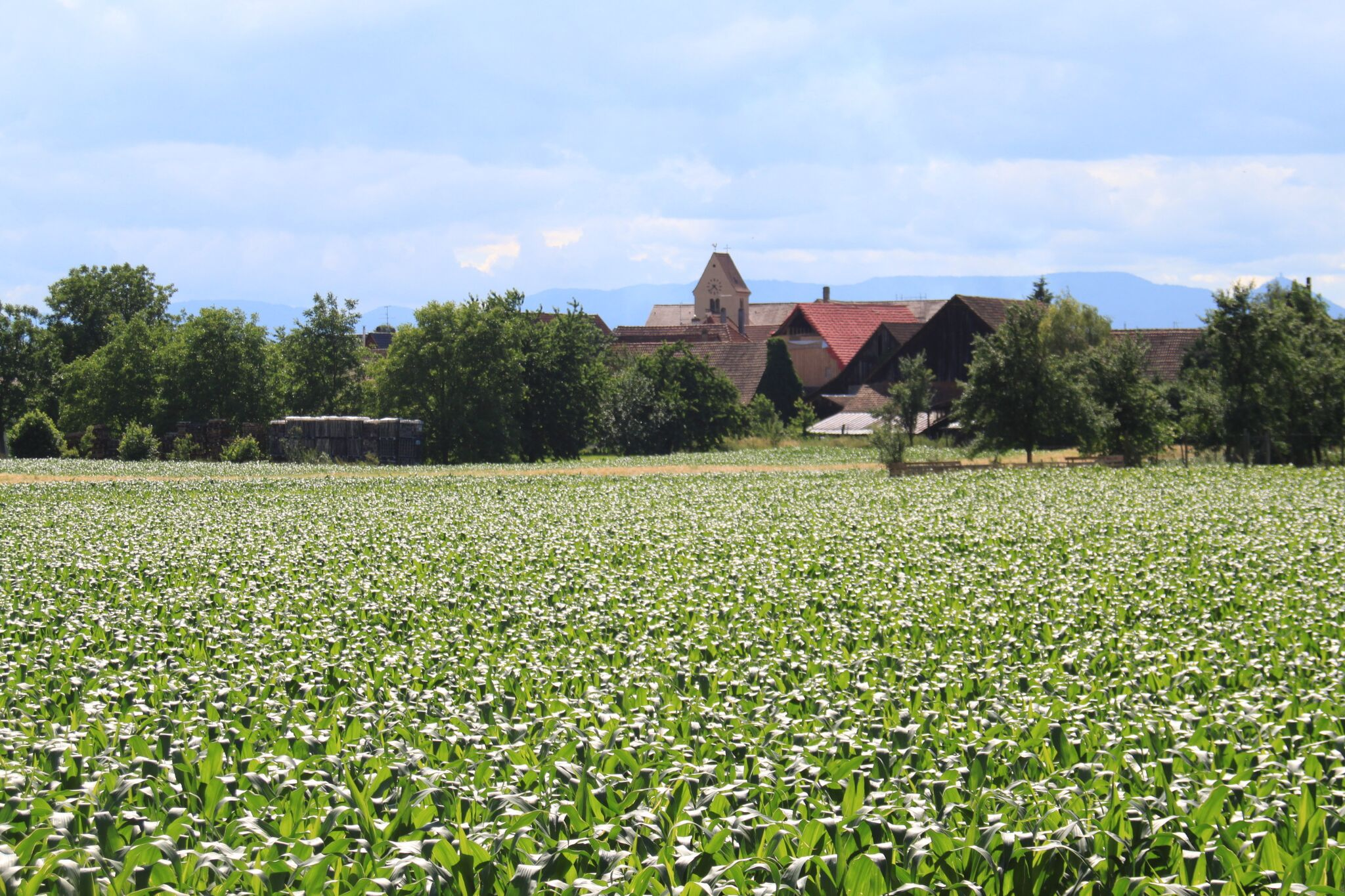
Vue de l'église à travers champs.

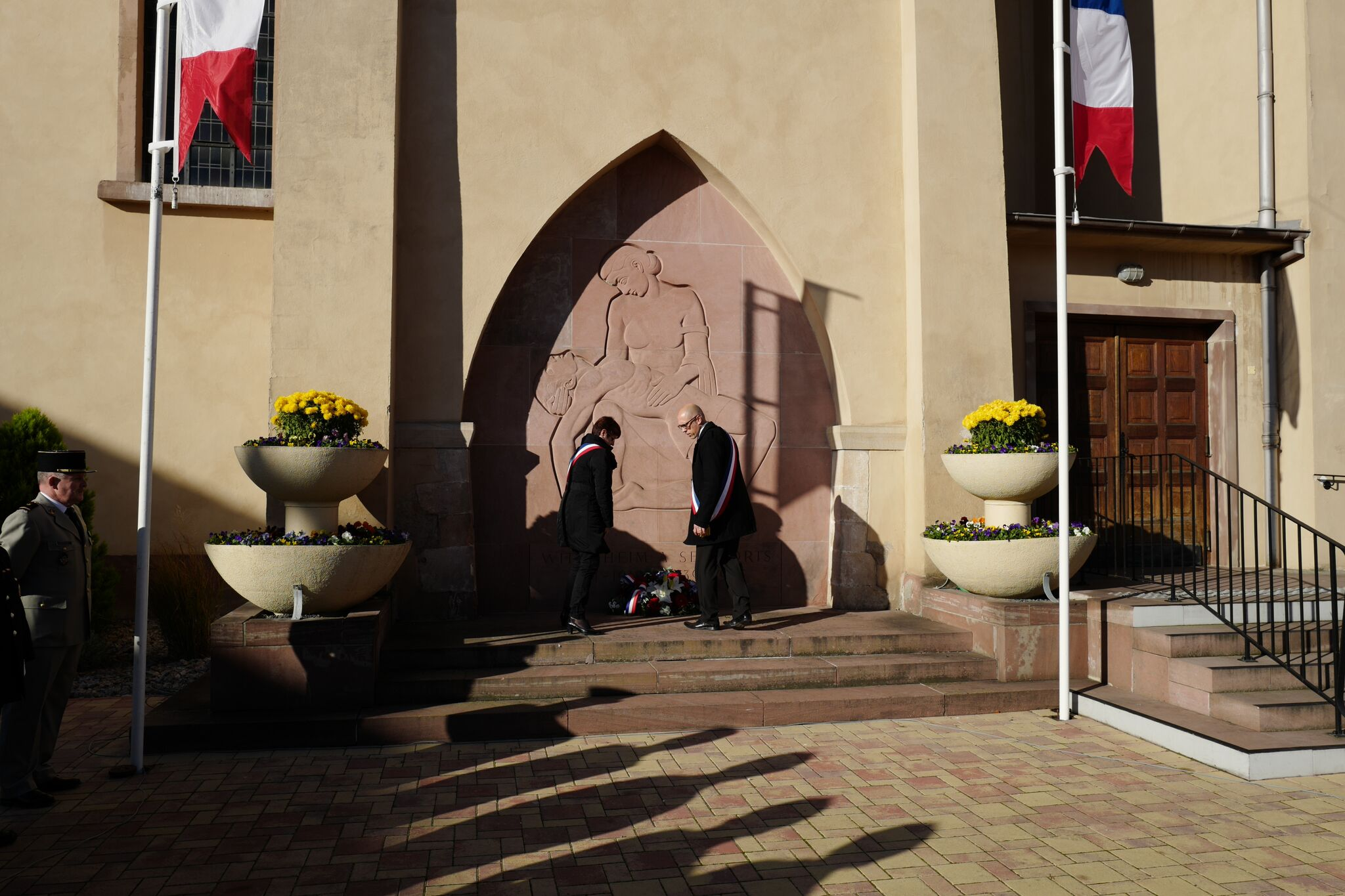
Façade de l'église avec le monument aux morts.

Wittisheim [vitisaim] est une commune française située dans la circonscription administrative du Bas-Rhin et, depuis le 1er janvier 2021, dans le territoire de la Collectivité européenne d'Alsace, en région Grand Est.
Cette commune se trouve dans la région historique et culturelle d'Alsace.

## Géographie

### Localisation
Wittisheim (en alsacien Wettsa) est situé dans le Grand Ried. Le village a une superficie de 1 147 hectares dont 628 ha de terre cultivable et 271 ha de forêt.
Le village est essentiellement agricole.

### Communes limitrophes
| Hilsenheim  |            | Bindernheim |
|             | Wittisheim |             |
| Schwobsheim |            | Sundhouse   |

### Toponymie
Le nom de Wittisheim vient de l'anthroponyme formé sur la racine Widus ou Wido ou encore du nom des nobles germaniques Witten von Wittenberg et du suffixe -heim (village).
En 818, on parlait de Wittenesheim (vulgairement Witsen).

### Hydrographie

#### Réseau hydrographique
La commune est dans le bassin versant du Rhin au sein du bassin Rhin-Meuse. Elle est drainée par le canal du Rhone au Rhin, le ruisseau Muhlbach de Gerstheim, le ruisseau le Hanfgraben et le ruisseau le Heulachgraben,.
Le canal du Rhône au Rhin, d'une longueur de 133 km, relie la Saône, affluent navigable du Rhône, au Rhin, par la vallée du Doubs et son prolongement en Haute Alsace jusqu'à Niffer sur le Rhin, un autre prolongement rejoignant Strasbourg par la canalisation de l'Ill. 
Le ruisseau Muhlbach de Gerstheim, d'une longueur de 25 km, prend sa source dans la commune de Sundhouse et se jette  dans la canal d'alimentation du Bassin de Plobsheim à Erstein, après avoir traversé neuf communes. 
Le Hanfgraben, d'une longueur de 15 km, prend sa source dans la commune de Bœsenbiesen et se jette  dans la Zembs à Rossfeld, après avoir traversé sept communes. 

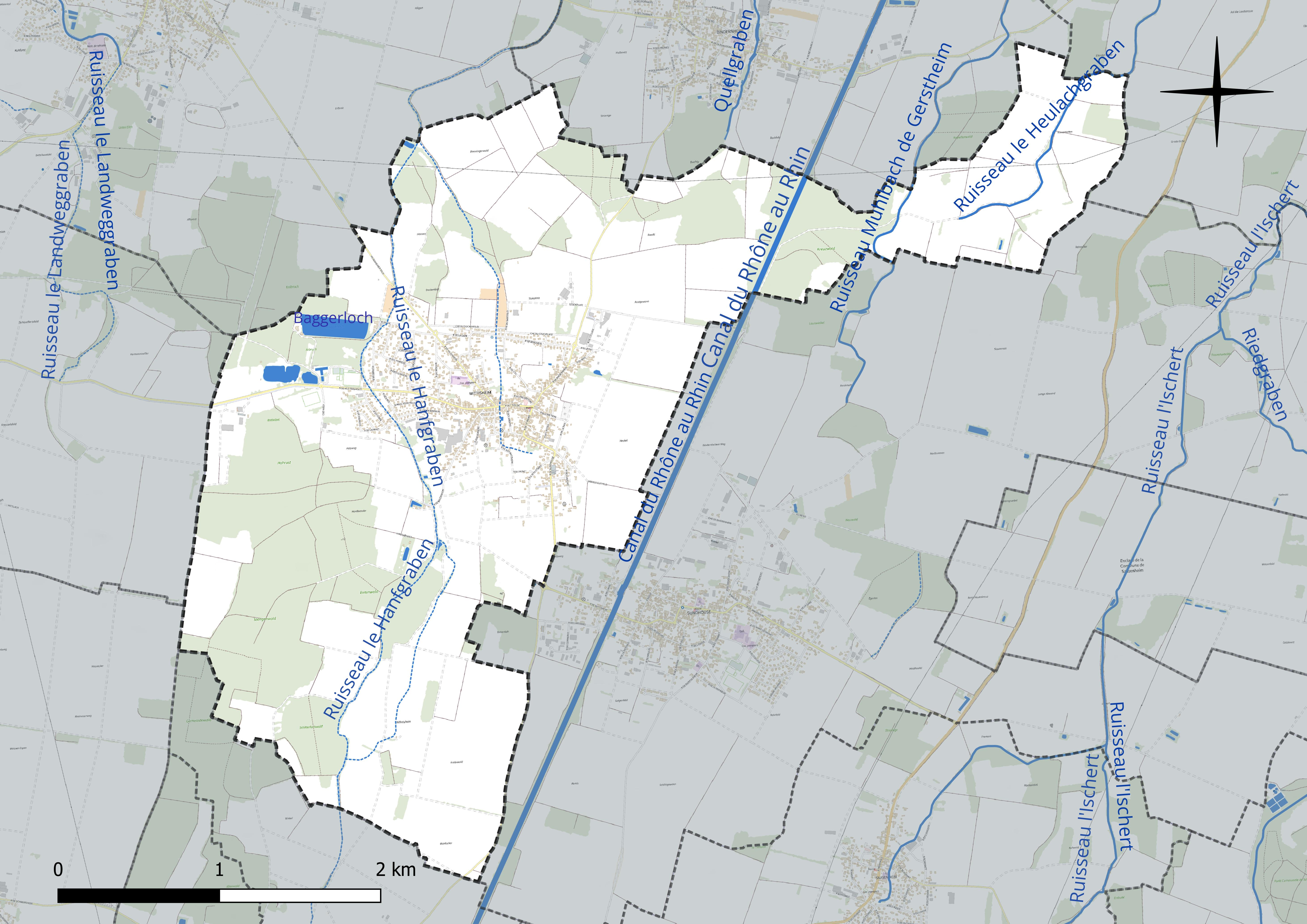
Réseau hydrographique de Wittisheim.

Un plan d'eau complète le réseau hydrographique : Baggerloch (4,5 ha),.

#### Gestion et qualité des eaux
Le territoire communal est couvert par le schéma d'aménagement et de gestion des eaux (SAGE) « Ill Nappe Rhin ». Ce document de planification concerne la nappe phréatique rhénane, les cours d'eau de la plaine d'Alsace et du piémont oriental du Sundgau, les canaux situés entre l'Ill et le Rhin et les zones humides de la plaine d'Alsace. Le périmètre s’étend sur 3 596 km2. Il a été approuvé le 17 janvier 2005. La structure porteuse de l'élaboration et de la mise en œuvre est la région Grand Est. 
La qualité des cours d’eau peut être consultée sur un site dédié géré par les agences de l’eau et l’Agence française pour la biodiversité. 

### Climat
Pour des articles plus généraux, voir Climat du Grand Est et Climat du Bas-Rhin.
En 2010, le climat de la commune est de type climat océanique altéré, selon une étude du Centre national de la recherche scientifique s'appuyant sur une série de données couvrant la période 1971-2000. En 2020, Météo-France publie une typologie des climats de la France métropolitaine dans laquelle la commune est exposée à un climat semi-continental et est dans la région climatique  Alsace, caractérisée par une pluviométrie faible, particulièrement en automne et en hiver, un été chaud et bien ensoleillé, une humidité de l’air basse au printemps et en été, des vents faibles et des brouillards fréquents en automne (25 à 30 jours). 
Pour la période 1971-2000, la température annuelle moyenne est de 10,5 °C, avec une amplitude thermique annuelle de 17,8 °C. Le cumul annuel moyen de précipitations est de 591 mm, avec 7,6 jours de précipitations en janvier et 9,4 jours en juillet. Pour la période 1991-2020, la température moyenne annuelle observée sur la station météorologique de Météo-France la plus proche, « Sélestat Sa », sur la commune de Sélestat à 10 km à vol d'oiseau, est de 11,4 °C et le cumul annuel moyen de précipitations est de 621,1 mm. 
La température maximale relevée sur cette station est de 39,3 °C, atteinte le 13 août 2003 ; la température minimale est de −17 °C, atteinte le 20 décembre 2009,,. 
Les paramètres climatiques de la commune ont été estimés pour le milieu du siècle (2041-2070) selon différents scénarios d'émission de gaz à effet de serre à partir des nouvelles projections climatiques de référence DRIAS-2020. Ils sont consultables sur un site dédié publié par Météo-France en novembre 2022.

## Urbanisme

### Typologie
Au 1er janvier 2024, Wittisheim est catégorisée bourg rural, selon la nouvelle grille communale de densité à sept niveaux définie par l'Insee en 2022.
Elle appartient à l'unité urbaine de Wittisheim, une agglomération intra-départementale regroupant deux  communes, dont elle est ville-centre,,. Par ailleurs la commune fait partie de l'aire d'attraction de Sélestat, dont elle est une commune de la couronne,. Cette aire, qui regroupe 37 communes, est catégorisée dans les aires de 50 000 à moins de 200 000 habitants,.

### Occupation des sols
L'occupation des sols de la commune, telle qu'elle ressort de la base de données européenne d’occupation biophysique des sols Corine Land Cover (CLC), est marquée par l'importance des territoires agricoles (59,7 % en 2018), en diminution par rapport à 1990 (61,6 %). La répartition détaillée en 2018 est la suivante : 
terres arables (59,7 %), forêts (28 %), zones urbanisées (12,3 %). L'évolution de l’occupation des sols de la commune et de ses infrastructures peut être observée sur les différentes représentations cartographiques du territoire : la carte de Cassini (XVIIIe siècle), la carte d'état-major (1820-1866) et les cartes ou photos aériennes de l'IGN pour la période actuelle (1950 à aujourd'hui).

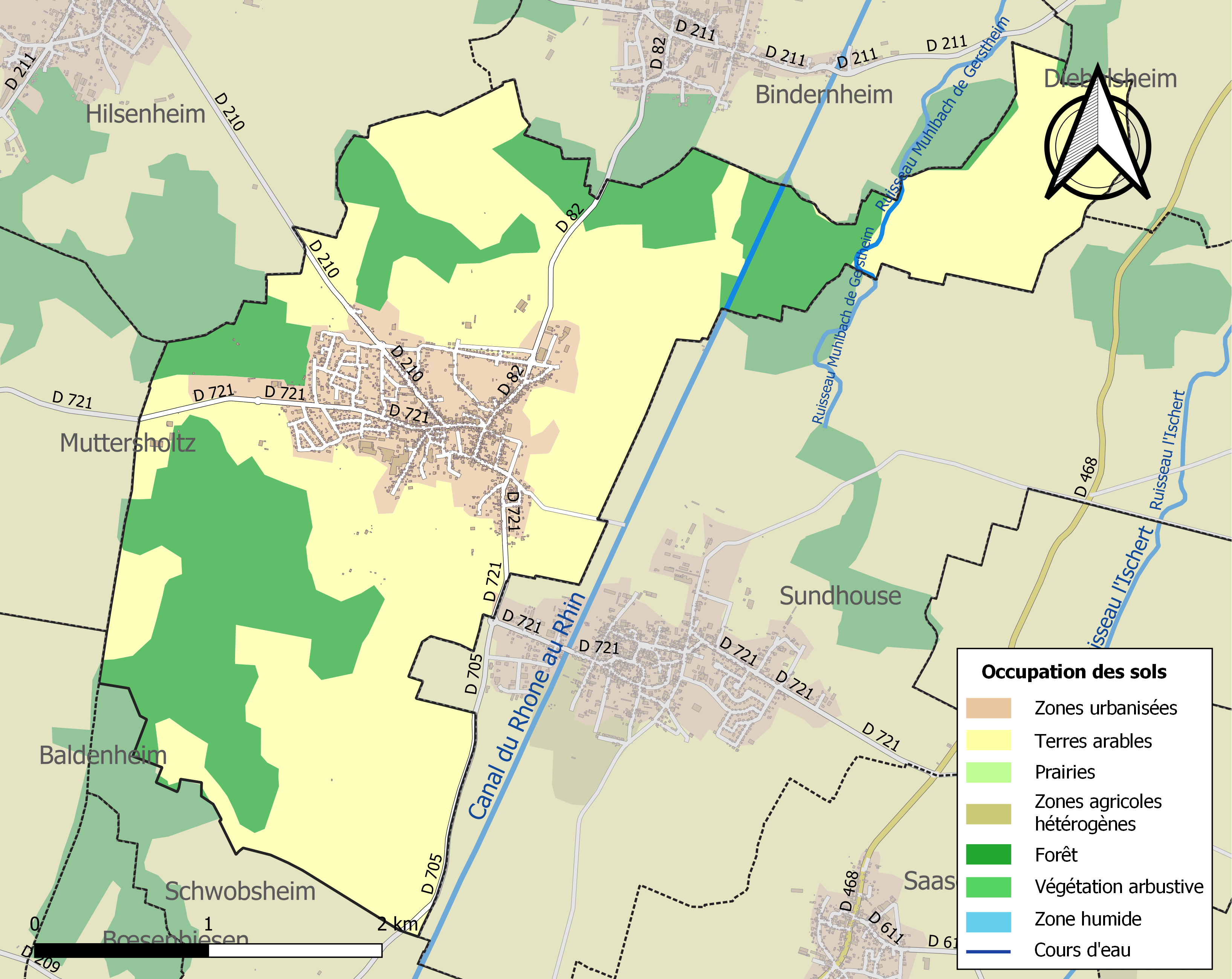
Carte des infrastructures et de l'occupation des sols de la commune en 2018 (CLC).

## Histoire

### Préhistoire
Habitée dès l’âge de la pierre polie.En 1972, un silex, taillé par des mains d’hommes a été trouvé au sud du village au lieu-dit Hinter dem Runz, c’est-à-dire le creux, la cuvette, le marécage. Il existe à cet endroit une dénivellation de terrain pouvant provenir d’un des nombreux bras du Rhin. On estime qu’à cette époque les deux tiers de notre territoire étaient recouverts d’eau.

### Antiquité
Durant la période romaine, le Heidenstraessel longeait la partie ouest du ban de la commune, et à l’est le Herrenstraessel, une route militaire, traversait le ban du nord au sud. De la période celtique, il reste un tumulus intact dans la forêt communale dite Endenbuhl.

### Moyen Âge

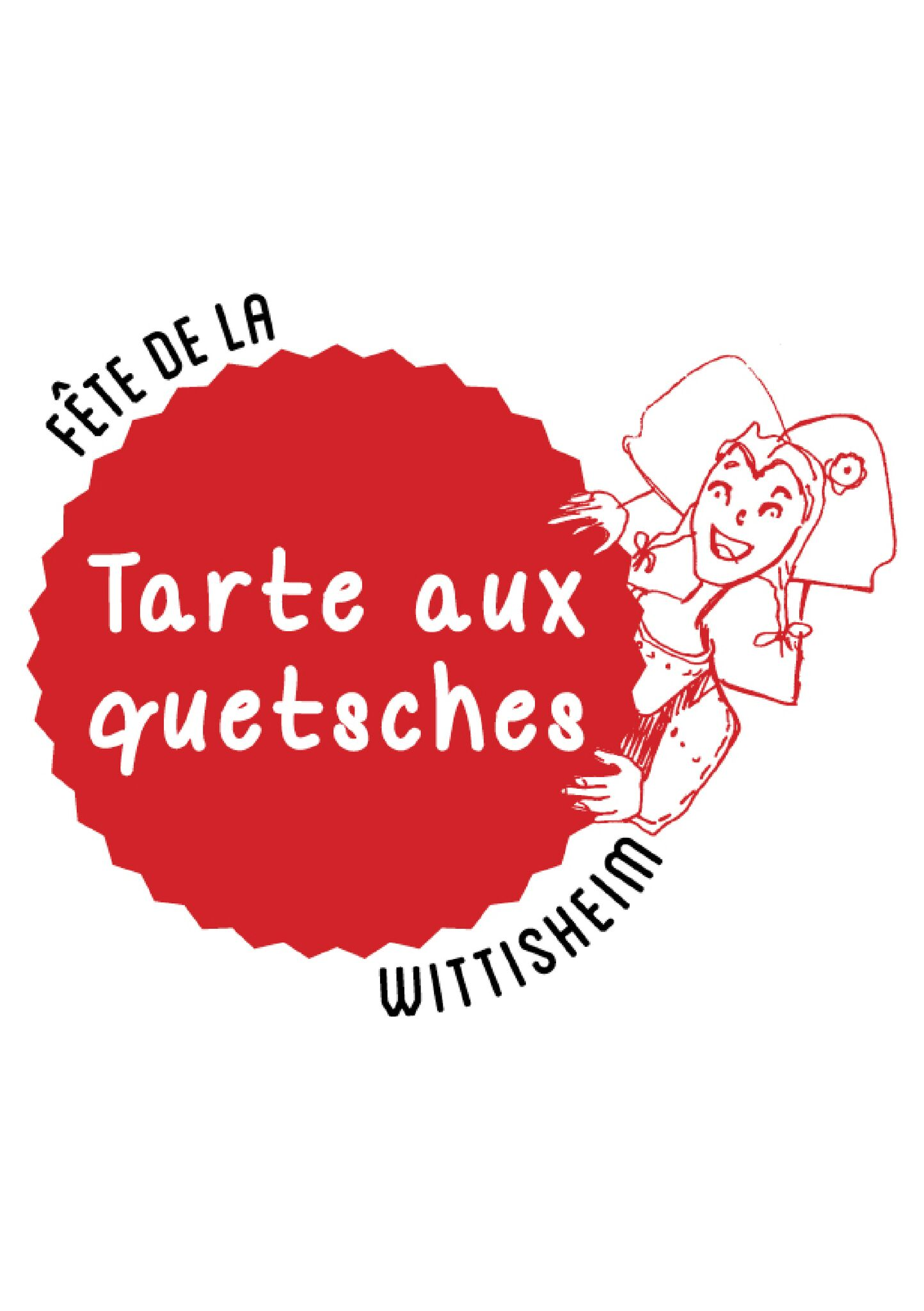
Logo de la fête de la Tarte aux quetsches.

Les possessions du monastère de Corbie à "Wistonia", mentionnées pour la première fois en 768 (Corbie no. 017, tellement cité par  francia.ahlfeldt.se) données par le roi Charles le Chauve à sa fidèle Irmingard en 843 (Regesta Imperii I, no. 369). Le village appartenait en 823 à l'évêque de Strasbourg comme en témoigne un parchemin signé la même année par Louis le Pieux (BM Reg. Tome I, no. 773). Ce roi remit en effet des terres à l'évêque. Au Xe siècle, c'est l'abbaye d'Ebersmunster qui reçut du noble alaman Altmann une cour domaniale ainsi que l'église et sa dîme.
Le village fut ensuite rattaché à la prévôté de Bernstein puis au bailliage de Benfeld.
La famille noble des Von Schenau tint pendant quelque temps le village en gage. Au XVIe siècle, la guerre des Paysans et la peste noire sévirent. C'est à cette époque que Niffratzheim, un village proche, disparut. Il s'étendait sur un banc de 272 hectares, dont 122 de terres arables, 12 de prés et 138 de forêts. Son territoire jouxtait celui de Wittisheim et celui de Marckolsheim séparé par l'ancienne voie romaine (Heidensträssel). Un autre village disparu, Hermoltzwy, était situé entre Wittisheim et Muttersholtz. Les deux villages auraient périclité vers 1500.
Wittisheim prit en 1506 de l’abbaye d’Ebersmunster un bail emphytéotique sur les terres dudit village, terres qui ne devinrent définitivement la propriété des Wittisheimois qu'à la fin du XIXe siècle après de longs et coûteux procès.

### Époque contemporaine
Au XIXe siècle, Wittisheim connut un développement économique grâce au tissage à domicile et de la soie. À la suite de la construction de la ligne de chemin de fer Sundhouse - Sélestat dite « s'Riedbahnel », la commune se vit dotée d'une gare mise en service en 1909.
À la fin de la Seconde Guerre mondiale, Wittisheim subit d’importants dommages en décembre 1944 et janvier 1945 par des tirs de l'artillerie française durant les affrontements de la poche de Colmar. Le village fut libéré le 2 février 1945.
Dans la décennie 1950, l’usine d’articles ménagers Baumlin connut une expansion fulgurante. En 1960, elle comptait près de mille salariés.

## Politique et administration

### Liste des maires
| Période                                  | Période                   | Identité                                           | Étiquette | Qualité |
| ---------------------------------------- | ------------------------- | -------------------------------------------------- | --------- | --- |
| Les données manquantes sont à compléter. |                           |                                                    |           | |
| ca. 1849                                 |                           | Jean Knobloch                                      |           | |
| ca. 1920                                 |                           | Alphonse Seyller                                   |           | |
| ca. 1951                                 |                           | Paul Memheld                                       |           | |
| ?                                        | 1986 (décès)              | Lucien Baumlin                                     |           | Industriel Maire en 1977 et 1984 |
| 1986                                     | juin 1995                 | Henri Schauner (1923-2012)                         |           | Premier adjoint au maire (1983 → 1986) |
|                                          |                           |                                                    |           | |
| mars 2001                                | mars 2014                 | André Kretz                                        |           | Maire honoraire |
| mars 2014                                | En cours (au 31 mai 2020) | Christophe Knobloch Réélu pour le mandat 2020-2026 | SE        | Fonctionnaire 6e vice-président de la CC du Ried de Marckolsheim (2014 → 2020) 1er vice-président de la CC du Ried de Marckolsheim (2020 → ) |

## Jumelages
- Montréal, commune du Gers (France) depuis 1984 ;
 Rheinhausen (Allemagne) depuis 2009.

## Population et société

### Démographie
L'évolution du nombre d'habitants est connue à travers les recensements de la population effectués dans la commune depuis 1793. Pour les communes de moins de 10 000 habitants, une enquête de recensement portant sur toute la population est réalisée tous les cinq ans, les populations de référence des années intermédiaires étant quant à elles estimées par interpolation ou extrapolation. Pour la commune, le premier recensement exhaustif entrant dans le cadre du nouveau dispositif a été réalisé en 2006.

En 2022, la commune comptait 2 086 habitants, en évolution de +1,51 % par rapport à 2016 (Bas-Rhin : +3,17 %, France hors Mayotte : +2,11 %).
| 1793 | 1800 | 1806 | 1821 | 1831  | 1836  | 1841  | 1846  | 1851  |
| ---- | ---- | ---- | ---- | ----- | ----- | ----- | ----- | ----- |
| 579  | 574  | 708  | 898  | 1 034 | 1 017 | 1 009 | 1 018 | 1 116 |

| 1856  | 1861  | 1866  | 1871  | 1875  | 1880  | 1885  | 1890  | 1895  |
| ----- | ----- | ----- | ----- | ----- | ----- | ----- | ----- | ----- |
| 1 024 | 1 104 | 1 164 | 1 242 | 1 118 | 1 134 | 1 163 | 1 187 | 1 223 |

| 1900  | 1905  | 1910  | 1921  | 1926  | 1931  | 1936  | 1946  | 1954  |
| ----- | ----- | ----- | ----- | ----- | ----- | ----- | ----- | ----- |
| 1 267 | 1 221 | 1 225 | 1 132 | 1 185 | 1 136 | 1 106 | 1 170 | 1 234 |

| 1962  | 1968  | 1975  | 1982  | 1990  | 1999  | 2006  | 2011  | 2016  |
| ----- | ----- | ----- | ----- | ----- | ----- | ----- | ----- | ----- |
| 1 521 | 1 703 | 1 705 | 1 660 | 1 631 | 1 822 | 1 923 | 2 067 | 2 055 |

| 2021  | 2022  | - | - | - | - | - | - | - |
| ----- | ----- | - | - | - | - | - | - | - |
| 2 076 | 2 086 | - | - | - | - | - | - | - |

## Culture locale et patrimoine

### Lieux et monuments
Wittisheim compte quelques bâtiments remarquables.
- L'église paroissiale Saint-Blaise[29]

Au milieu du XVIIIe siècle, l’édifice est agrandi. Une nouvelle nef est alors construite. De plus, le clocher est rehaussé et l’ancienne chapelle transformée en chœur. En fort mauvais état depuis la Révolution, l’église est reconstruite entre 1832 et 1835. Étant devenue trop petite, elle est agrandie (1961-1963) par l’adjonction d’un transept. Ces modifications successives donnent un plan assez inhabituel à l’édifice, avec un clocher situé à l’angle de la nef et du transept. Saint Blaise est le patron de l’église depuis 1666[réf. nécessaire].
- Le monument aux morts

Le monument aux morts sculpté (1963) en grès rose, encastré dans le mur de l’église est dédié aux victimes des deux guerres (1914–1918 et 1939-1945). Il rappelle le monument aux morts de Strasbourg et symbolise le drame de l’Alsace. Il représente une femme tenant sur ses genoux son fils, soldat mourant, ne portant pas d’uniforme, car il pourrait être allemand ou français.
- La mairie (1892)[30].
- Ancien logement militaire.
- Séchoir.
- Maison en pan de bois de 1729.

### Galerie

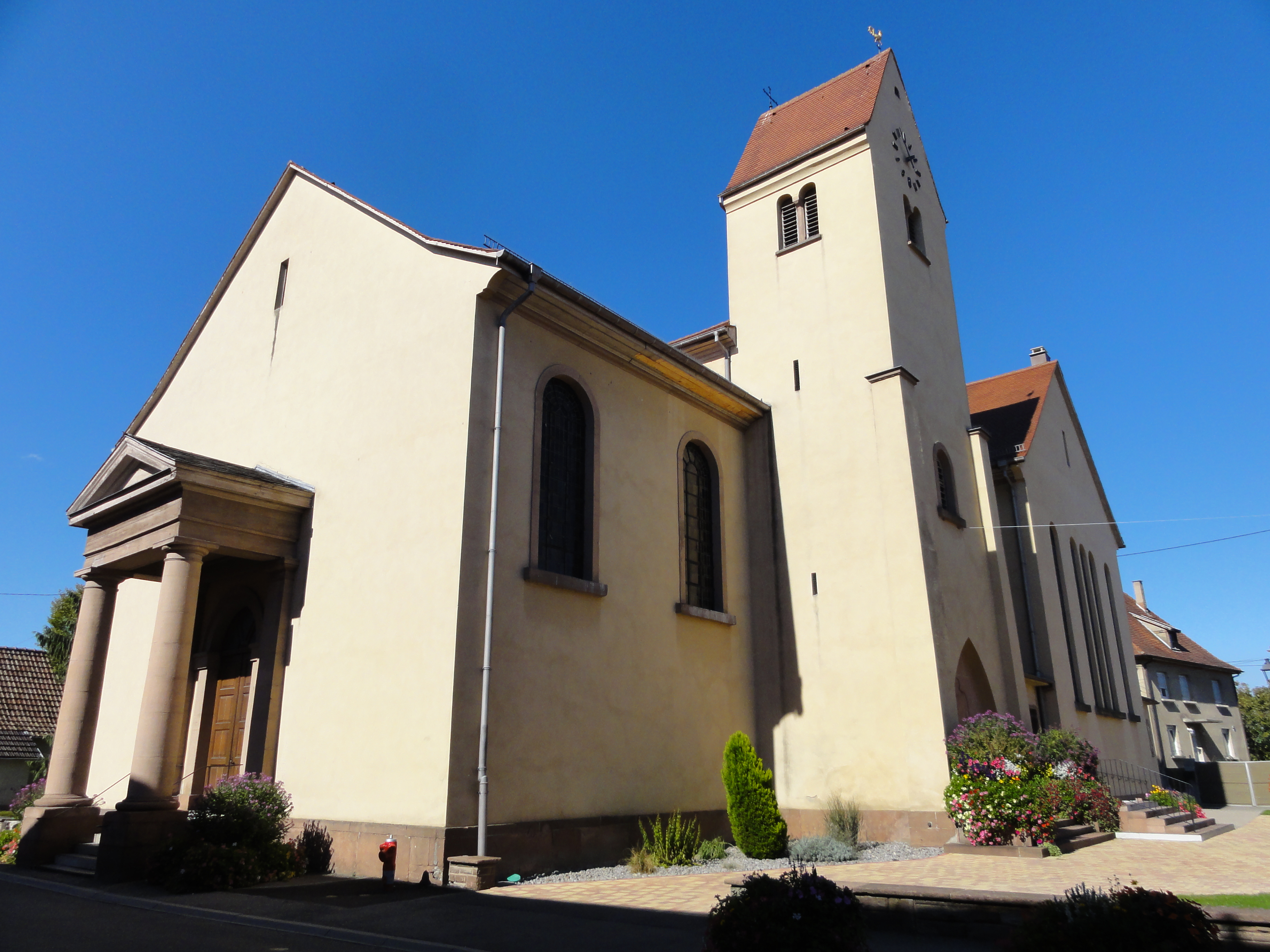
L'église catholique Saint-Blaise.
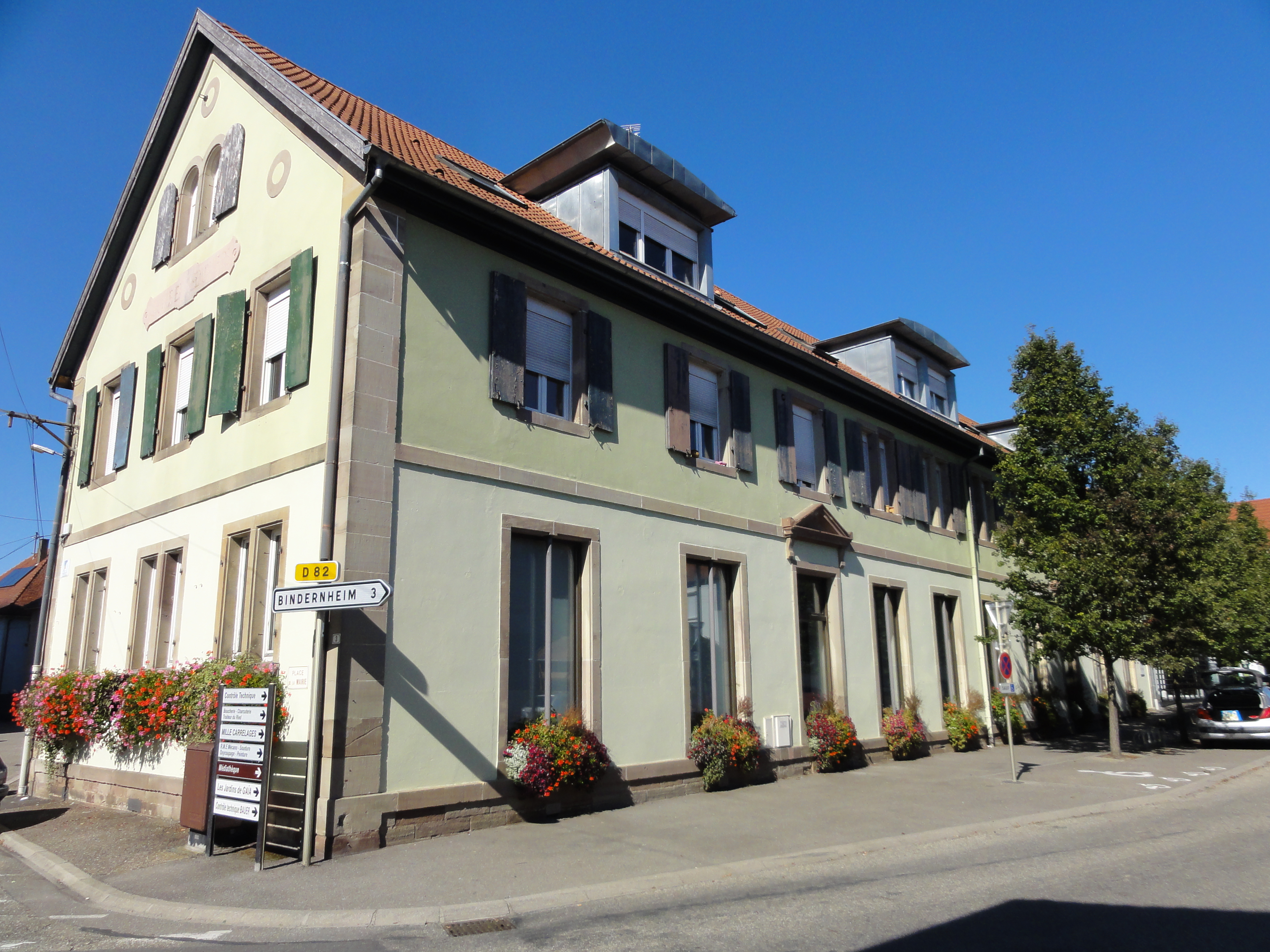
École primaire (XIXe).
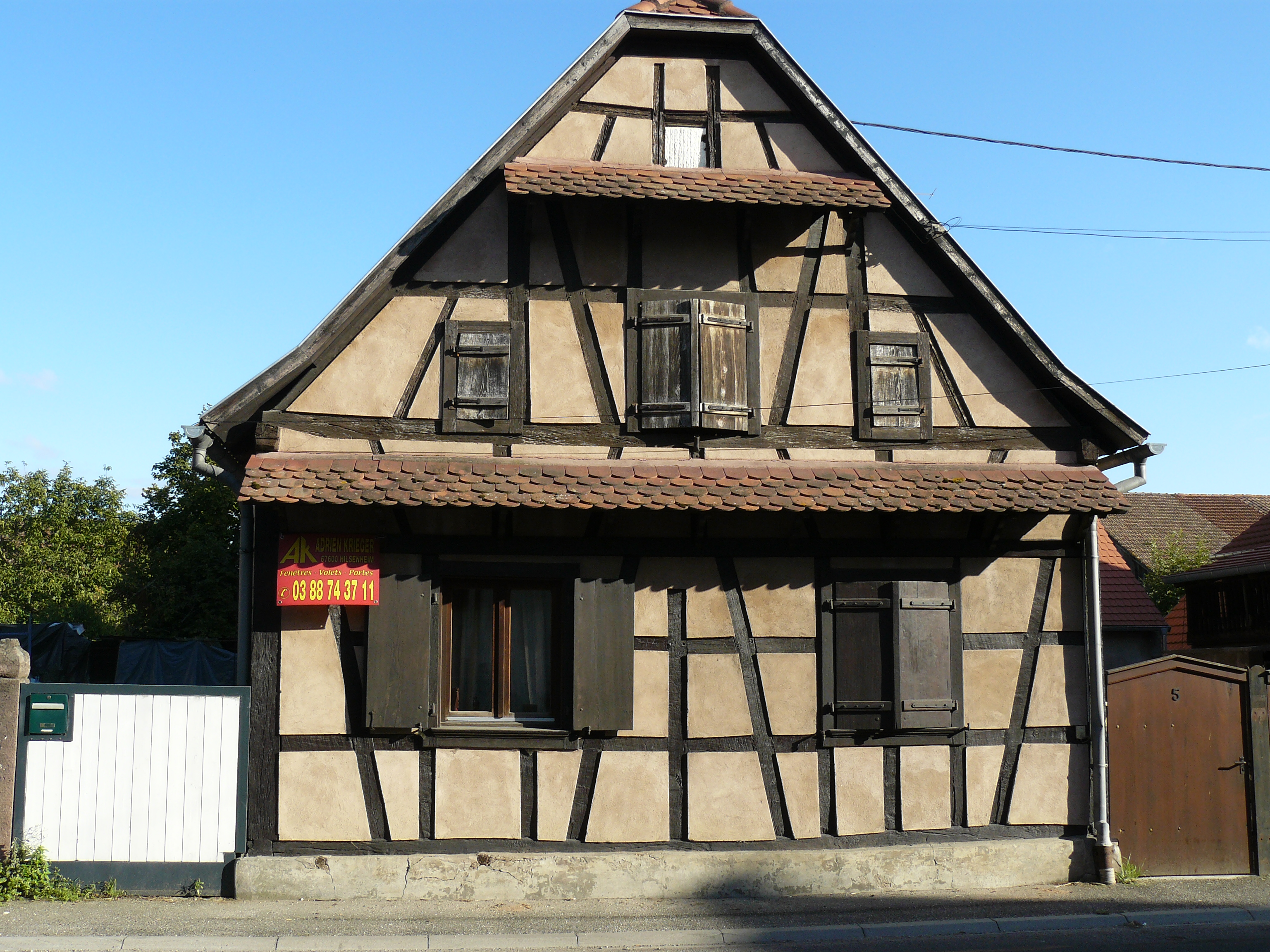
Maison en pan de bois de 1729.
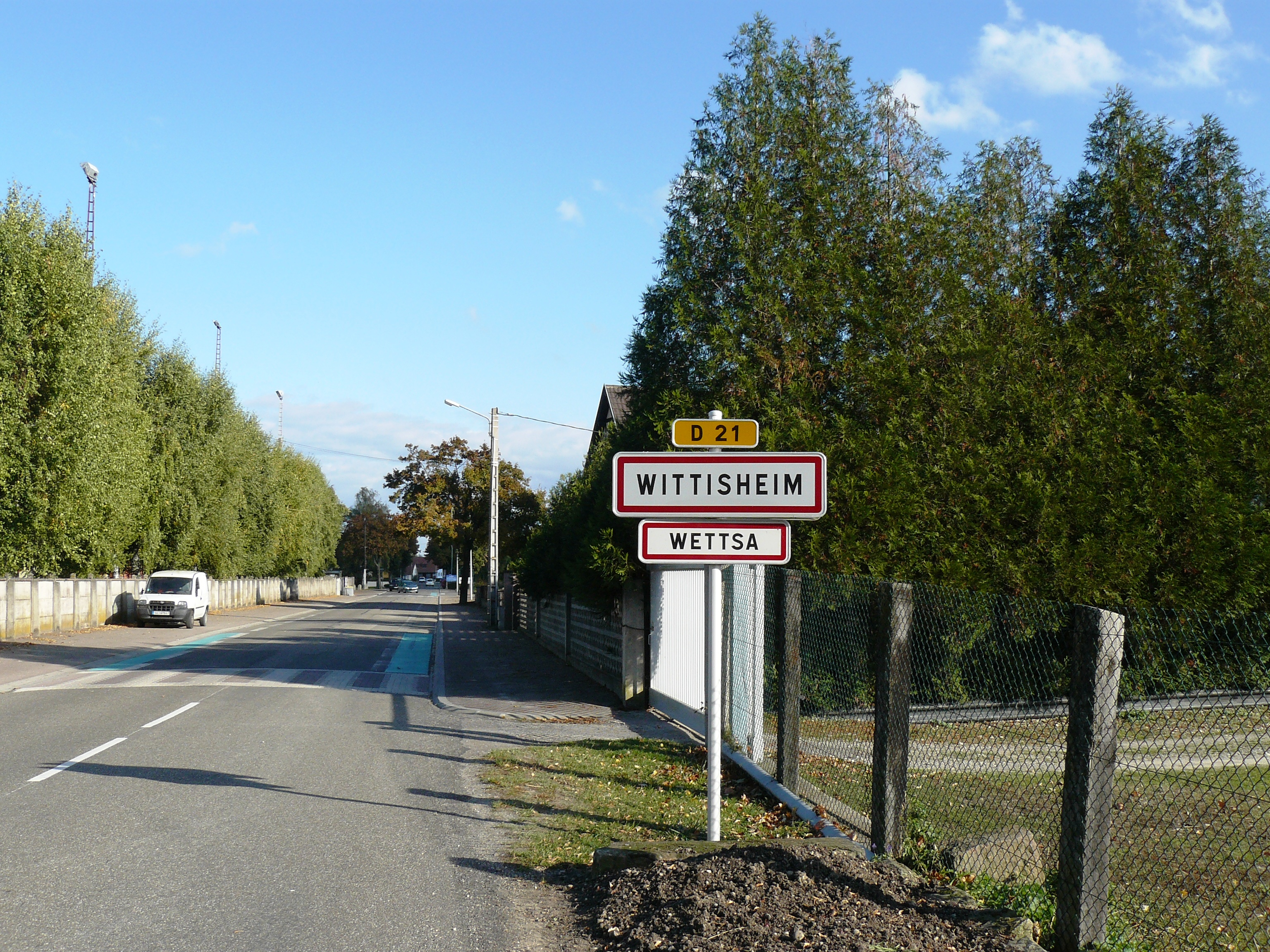
Entrée du village de Wittisheim.
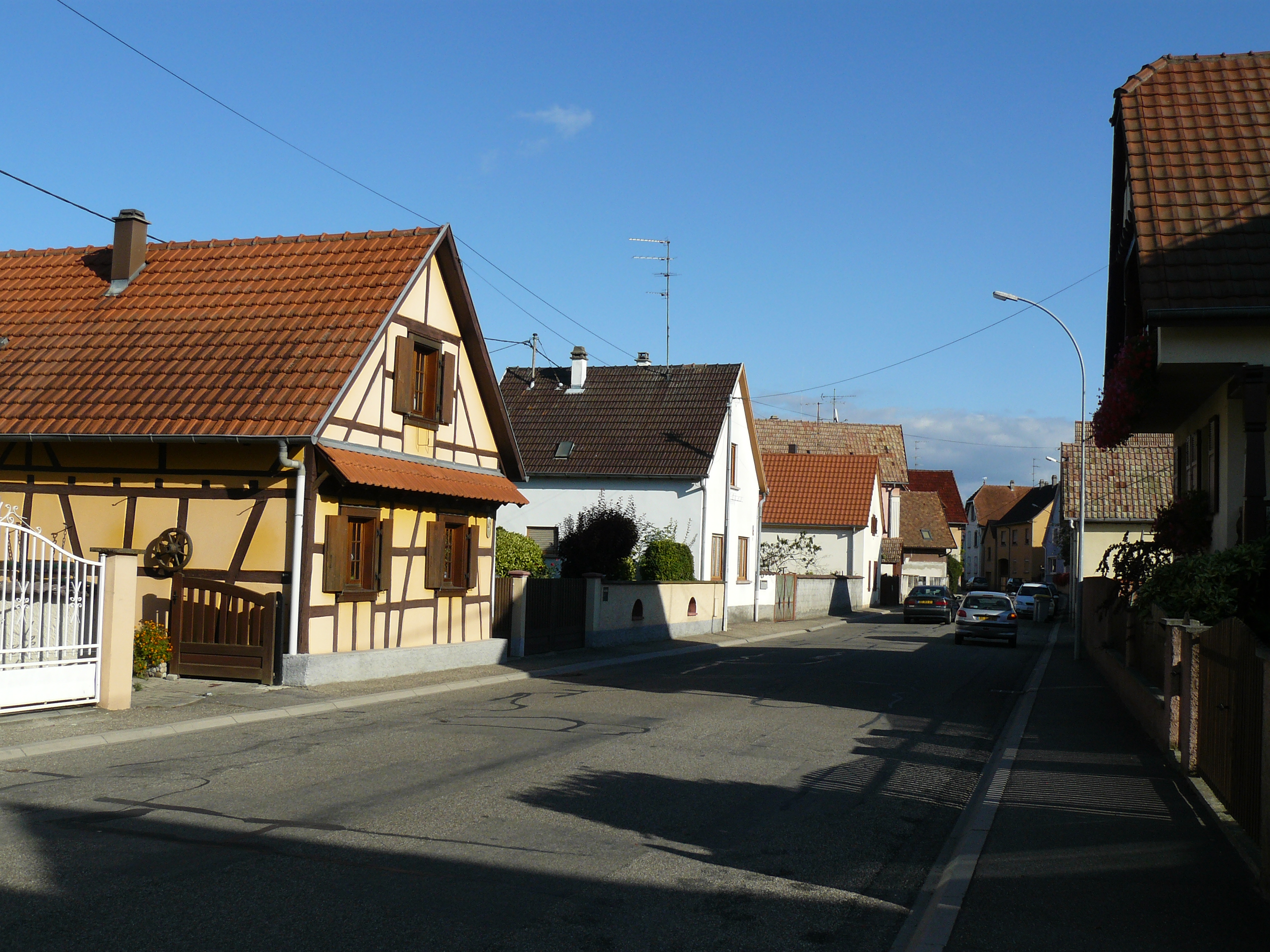
La principale rue du village.

### Personnalités liées à la commune
- Paul Frantz (1927-2016), joueur et entraîneur de football, né à Wittisheim.

### Héraldique
| Blason de Wittisheim | Blason  | D'azur au fer à cheval renversé d'or, enfermant une lettre W majuscule curviligne d'argent. |
| Blason de Wittisheim | Détails |                                                                                             |